# NK Brežice 1919
Nogometni klub Brežice 1919 (Español: Fútbol Club Brezice) comúnmente conocido como NK Brezice 1919 o simplemente como Brezice, es un club de fútbol esloveno de la ciudad de Brežice. El equipo fue fundado en 1919.
Actualmente disputa la 3.SNL. 

## Honores
Campeón de la 4.SNL 2014/2015